# Осада Санлиса
Осада Санлиса (фр. siège de Senlis) — эпизод войны между арманьяками и бургиньонами, длившийсяч с февраля по 19 апреля 1418 г. Арманьяки под предводительством коннетабля Бернара VII д’Арманьяка безуспешно попытались вернуть себе город Санлис, который перешел под контроль Бургундии в 1417 году. Несмотря на ожесточенную оборону и значительные разрушения, прибытие бургундских подкреплений позволило городу сопротивляться, но это событие было омрачено казнью арманьяками четырёх заложников из Санлиса и пленных арманьяков бургундцами.

## Предыстория
В 1418 году Столетняя война была усилена войной между арманьяками и бургуньонами. Санлис, расположенный в 40 км к северу от Парижа, был стратегическим местом на дороге между Парижем и Компьеном, оплотом арманьяков. В сентябре 1417 года, поддавшись уговорам герцога Бургундского Жана Бесстрашного, жители изгнали королевского пристава Робера д’Эсна и приняли бургундский гарнизон во главе с Жаном II Люксембургом-Линьи.
В конце 1417 года король Карл VI, находившийся под влиянием арманьяков, приказал Санлису подчиниться эмиссару Жана де Велли, но гарнизон и часть жителей отказались. В ответ король отдал приказ осадить Санлис, он даже молился в базилике Сен-Дени об успешном взятии Санлиса 2 февраля. Командующим был назначен Бернар VII д’Арманьяк. Регион, включая располагавшийся в 10 км от Санлиса оплот арманьяков Шантийи был ареной постоянного конфликта.

## История

### Начало осады
В феврале 1418 года Бернар Арманьяк осадил Санлис с приблизительно 4000 человек, включая гасконцев, бретонцев и аквитанцев, под командованием таких капитанов, как Барбазан и Таннеги III дю Шастель, которые прибыли на подкрепление своим войскам из Шеврёза (который недавно был взят арманьяками). Солдаты развернули баллисты, пушки и зажигательные снаряды (полые пушечные ядра, наполненные паклей и серой), вызвав разрушение стен и домов · . Осажденные под командованием пристава Пьера де Мокруа (по прозвищу Труйяр) и Бастарда де Тиана сопротивлялись, ремонтируя проломы, роя контрмины и совершая вылазки.
С первых дней осады пристав и капитан Труйяр де Мокруа просил Жана де Люксембурга и сеньора Фоссёза о помощи. Когда посланники сообщили об осаде Санлиса, Жан Люксембург передал эту просьбу графу Шароле Филиппу под началом герцога Бургундского, который немедленно созвал свой совет для организации армии помощи.
В середине марта 1418 года из-за значительного присутствия арманьяков в город на помощь вошло всего 100 солдат из союзных городов (со временем в качестве подкрепления прибывало все больше солдат), но ситуация оставалась нестабильной. Жан Люксембургский пообещал городу подкрепления и приказал ему удерживать.

### Попытки переговоров
К началу апреля 1418 года ресурсы Санлиса истощались, и город был на грани сдачи в ожидании подкрепления. 6 апреля состоялось городское собрание под руководством бейлифа Пьера де Мокруа, чтобы принять решение о возможных переговорах с арманьяками. В эту сборку вошли:
- Командиры (в том числе Батар де Тиан, Моруа де Сен-Леже)
- Капитаны (в том числе Симон ле Муан, Лионель де Бузенкур, Реньо де Лонгеваль, Пьер де Мариньи, Гийом Мошевалье, Бодар де Вингль)
- Королевские офицеры (включая Гийома Бюффе и Жана де Бофора)
- Муниципальные судьи, в том числе Флоран де Буко, Гийом ле Фрутье, Уден Дусин, Уден Шорен, Ролан Морель, Робер ле Плат
- Известные люди (включая Гийома Л’Эскало)
- Представители духовенства (в том числе Гийом Леклерк (аббат Сен-Винсента) и Жан Дюран (каноник Нотр-Дама))

В конечном итоге переговоры так и не состоялись из-за потенциально неприемлемых условий для осажденных · .
10 апреля жители Санлиса попытались вступить в переговоры с коннетаблем при одном условии: чтобы разбирательство против них было гражданским, а не уголовным (никаких конфискаций или казней).
Бернар VII и его воины решили принять этот компромисс и пойти на переговоры, но один из солдат пригрозил: «Когда мы войдем, мы заберем вашу мебель и надругаемся над вашими дочерьми и женами у вас на глазах». Компромисс так и не состоялся
На следующий день произошло столкновение у ворот города, где гарнизон попытался отразить нападение, но, будучи в меньшинстве, отступил со значительными потеряси. 12 апреля арманьяки уже призывали к принудительной мобилизации солдат в Париже для осады Санлиса.

### Переговоры
Начались переговоры между Бернаром Арманьяком и Бастардом Тианским. 15 апреля было достигнуто соглашение: Санлис сдастся 19 апреля, если не прибудет подмога, с гарантией, что жители будут спасены. В качестве залога были переданы шесть добровольных заложников:
- Гийом ле Клерк, аббат Сен-Венсан
- Жан Дюран, каноник Нотр-Дам
- Гийом Мошевалье и Бодар де Венжль, оруженосцы
- Жан де Бофор, королевский адвокат
- Гийом л’Эскало, квартирмейстер[5] · [2].

С этого момента Санлис немедленно отправил гонца в Амьен, чтобы предупредить графа Шароле Филиппа, что без поддержки Санлис, скорее всего, сдастся 19 апреля. Советники и граф согласились отправить армию в поход.

### Прибытие подкреплений
Новость достигла Иоанна Люксембургского, который вместе с сеньором Фоссёзом и капитанами из Пикардии (включая сеньора Иль-Адама, братьев Гектора и Филиппа де Савеза) выступил с армией в 8000 человек и 17 апреля достиг Понтуаза.
На следующий день бургундская армия покинула город Понтуаз, и в то же время бургундские войска в качестве подкрепления из Шампани направлялись из Даммартена..

### Конец осады
Проинформированный разведчиками о приближении бургундской армии, Бернар Арманьяк решил не дожидаться атаки в своем лагере и построил свою армию в боевой порядок на открытой местности, примерно в лиге от Санлиса (примерно 4 км).
В тот же день, 18 апреляпроизошло сражение. Атака бургиньойнской армии прорвала линию арманьяков, где завязался ожесточенный бой, в результате которого погибло много людей и были взяты в плен, а победитель не был определён. Этого было все ещё достаточно, чтобы снять осаду, где осадные машины были отправлены обратно в Крей, а большое бургундское подкрепление вернулось в Санлис, в то время как остальная часть армии осталась в Экуане.
Капитан Тиан воспользовался отсутствием констебля, чтобы разграбить его лагерь, сжечь палатки и захватить больных людей и торговцев. Получив подкрепление, Санлис отказался сдаться 19 апреля, утверждая, что с прибытием помощи перемирие недействительно.
Разъяренный Арманьяк приказал сдать город, поскольку другие подкрепления, пришедшие на помощь, отступили. Но жители Санлиса отказались сдаться, и Бернар Арманьяк решил пригрозить убить заложников, в ответ получив безразличие
Гийом Мошевалье, Бодар де Венгль, Жан Дюран, Гийом л’Эскало были обезглавлены перед городскими стенами, а их тела — четвертованы и повешены на виселице. Гийом ле Клерк и Жан де Бофор в конце концов были спасены благодаря вмешательству офицеров Арманьяка, которые просили Бернара д’Арманьяка о пощаде и остановке казниc · .
В отместку бургундцы казнили двадцать пленных арманьяков и двух буржуа, заподозренных в симпатиях к ним, а также бросили двух женщин в реку Нонетт. Коннетабль снял осаду и отступил в сторону Парижа через Гувьё и Ламорле.

## Итоги
Решительная победа бургундцев укрепила контроль над Санлисом, но город и регион понесли значительные разрушения. Соседние деревни, такие как Шаман и Авильи-Сен-Леонар, вероятно, были разграблены..
Осада ослабила лагерь арманьяков. Бернар Арманьяк потерял 200 000 золотых франков за эту операцию. Критикуемый за свои тактические ошибки и жестокие методы, он был убит два месяца спустя во время восстания в Париже, оставив дофина в опасном положении. В Санлисе бастард Тиан стал приставом 27 января 1419 года, вознагражденный за свою защиту заменой бывшего пристава Пьера де Мокруа «Труйяра».. Региональная напряженность сохранялась, особенно с Шантийи, который оставался единственным близлежащим городом арманьяков в регионе до капитуляции в 1421 г..

## Память
Казнь заложников увековечена картиной Люсьена Этьена Мелинга в ратуше Санлиса и бульваром Отаж, названным в 1888 г · . Также есть памятник в лицее Сен-Винсент и названные в память места (бульвар и Рампар де Отаж).Капитул Нотр-Дам уже давно отмечает день рождения Жана Дюрана.